# 皮尔布洛瑟姆 (加利福尼亚州)
皮尔布洛瑟姆（英語：Pearblossom）是位於美國加利福尼亞州洛杉磯縣的一個非建制地區。該地的面積和人口皆未知。

## 地理
皮尔布洛瑟姆的座標為34°30′23″N 117°54′32″W / 34.50639°N 117.90889°W，該地的平均海拔高度為292米（即960英尺）。